# A Mistaken Calling
A Mistaken Calling è un cortometraggio muto del 1912. Il nome del regista non viene riportato.

## Produzione
Il film fu prodotto dalla Essanay Film Manufacturing Company.

## Distribuzione
Distribuito dalla General Film Company, il film uscì nelle sale cinematografiche statunitensi il 15 ottobre 1912.